# 图 (卢瓦雷省)
图村（法語：Thou，法語發音：[tu]）是法国卢瓦雷省的一个市镇，位于该省东南部，属于蒙塔日区。

## 地理
图（47°34'49"N, 2°54'30"E）面积15.16 平方千米，位于法国中央-卢瓦尔河谷大区卢瓦雷省，该省份为法国中北部省份，北起埃松省，西北接厄尔-卢瓦省，西南接卢瓦-谢尔省，南至涅夫勒省和谢尔省，东临约讷省，东北接塞纳-马恩省。
与图接壤的市镇（或旧市镇、城区）包括：皮赛地区巴蒂伊、卢瓦尔河畔博尼、法沃雷勒、阿奈、卢瓦尔河畔讷维。

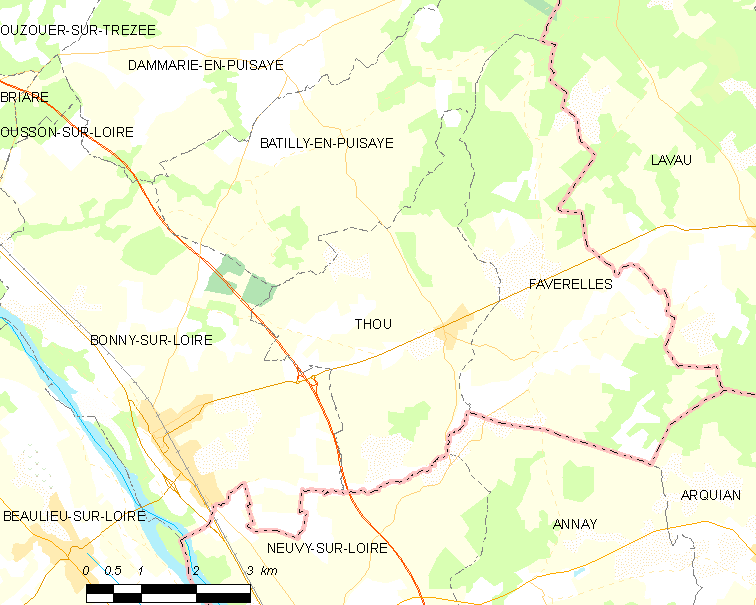
的OSM定位图

图的时区为UTC+01:00、UTC+02:00（夏令时）。

## 行政
图的邮政编码为45420，INSEE市镇编码为45323。

## 政治
图所属的省级选区为日安县。

## 人口

1962-2008年间人口变化图示

图于2022年1月1日时的人口数量为213人。